# Génesis, en la mente del asesino
Génesis, en la mente del asesino é uma série de televisão de suspense produzida pelo Ida y Vuelta Producciones, criada entre 3 de maio de 2006 e 22 de abril de 2007 na Espanha com exibição no canal Cuatro.

## Elenco
- Pep Munné ..... Mateo Rocha
- Quim Gutiérrez ..... Daniel Rocha
- Sonia Almarcha ..... Laura
- Fanny Gautier ..... Álex Pizarro
- Juana Acosta ..... Sofía Santana
- Enrique Arce ..... Julián Balaguer
- Roger Coma ..... Seca
- Verónica Sánchez ..... Lola Casado
- Álvaro Báguena ..... Gustavo
- María Almudéver ..... Fátima